# 貴州衞
貴州衞是明代的一個衛所。衛指揮正三品。屬貴州都司，同屬有永寧衞、普定衞、平越衞、烏撒衞、普安衞、層臺衞革、赤水衞、威清衞、興隆衞、新添衞、清平衞、平壩衞、安莊衞、龍里衞、安南衞、都勻衞、畢節衞、黃平千戶所革